# Constantin Frommann
Constantin Frommann (Sasbach, 1998. május 27. –) német utánpótlás-válogatott labdarúgó, aki jelenleg a Freiburg II játékosa.

## Statisztika
2018. szeptember 1-i állapot szerint.
| Klub        | Szezon   | Bajnokság | Bajnokság | Kupa  | Kupa | Nemzetközi | Nemzetközi | Összesen | Összesen |
| Klub        | Szezon   | Mérk.     | Gól       | Mérk. | Gól  | Mérk.      | Gól        | Mérk.    | Gól      |
| ----------- | -------- | --------- | --------- | ----- | ---- | ---------- | ---------- | -------- | -------- |
| Freiburg II | 2016–17  | 0         | 0         | -     | -    | -          | -          | 0        | 0        |
| Freiburg II | 2017–18  | 24        | 0         | -     | -    | -          | -          | 0        | 0        |
| Freiburg II | 2018–19  | 7         | 0         | -     | -    | -          | -          | 0        | 0        |
| Freiburg II | Összesen | 31        | 0         | 0     | 0    | 0          | 0          | 31       | 0        |
| Összesen    | Összesen | 31        | 0         | 0     | 0    | 0          | 0          | 31       | 0        |